# Молочна кислота
Моло́чна кислота́ — α-оксіпропіонова одноосновна оксикарбонова кислота, хімічна формула СН3-СН(ОН)-СООН. Важливий проміжний продукт обміну живих організмів. Була відкрита шведським хіміком Карлом Шеєле у 1780 році.

## Загальні відомості
Молочна кислота — безбарвні кристали, легко розчинні у воді. Існує у вигляді двох оптично-активних форм (+) та (−) (tпл 25—26 °C), а також у вигляді рацемату (tпл 18 °C). Рацемація (+) та (−) форм відбувається при 130—150 °C. Утворює солі — лактати та ефіри. Якісна реакція — взаємодія з n-оксидифенілом та сірчаною кислотою.
Дуже поширена у природі, бо є кінцевим продуктом молочнокислого бродіння, яке проходить при прокисанні цукровмісних речовин (молоко, сік рослин тощо). При цьому залежно від виду бактерій та цукру утворюється або рацемат, або одна з оптичних форм кислоти.
У м'язових клітинах тварин утворюється (+)-молочна кислота внаслідок безкисневого ферментативного розкладу глікогену під час скорочення м'язів (процес має назву гліколіз). Накопичення кислоти обумовлює біль та втому в м'язах. Особливістю метаболізму молочної кислоти у тварин є те, що вона з м'язів може транспортуватись до печінки, де в присутності кисню та затратах енергії відновлюватись до глюкози, яка, своєю чергою, транспортується в м'язи та відновлюється до глікогену (цикл Корі).

(+)-стереоізомер
(−)-стереоізомер

## Використання
Як продукт бродіння, який здатний стримувати розвиток бактерій та плісняви, широко застосовується у харчовій промисловості: перероблення молока (виготовлення сиру, кефіру тощо), консервування овочів (квашена капуста); у сільському господарстві (виготовлення силосу). Як хімічну сполуку молочну кислоту застосовують у шкіряній промисловості для дублення. Солі цієї кислоти використовують для друку, ефіри — для розчинення лаків.